# Lycaon pictus pictus
Lycaon pictus pictus — южноафриканский номинативный подвид гиеновидной собаки, обитающий в ЮАР, Ботсване, Намбии, Замбии и Зимбабве.

## Характеристики

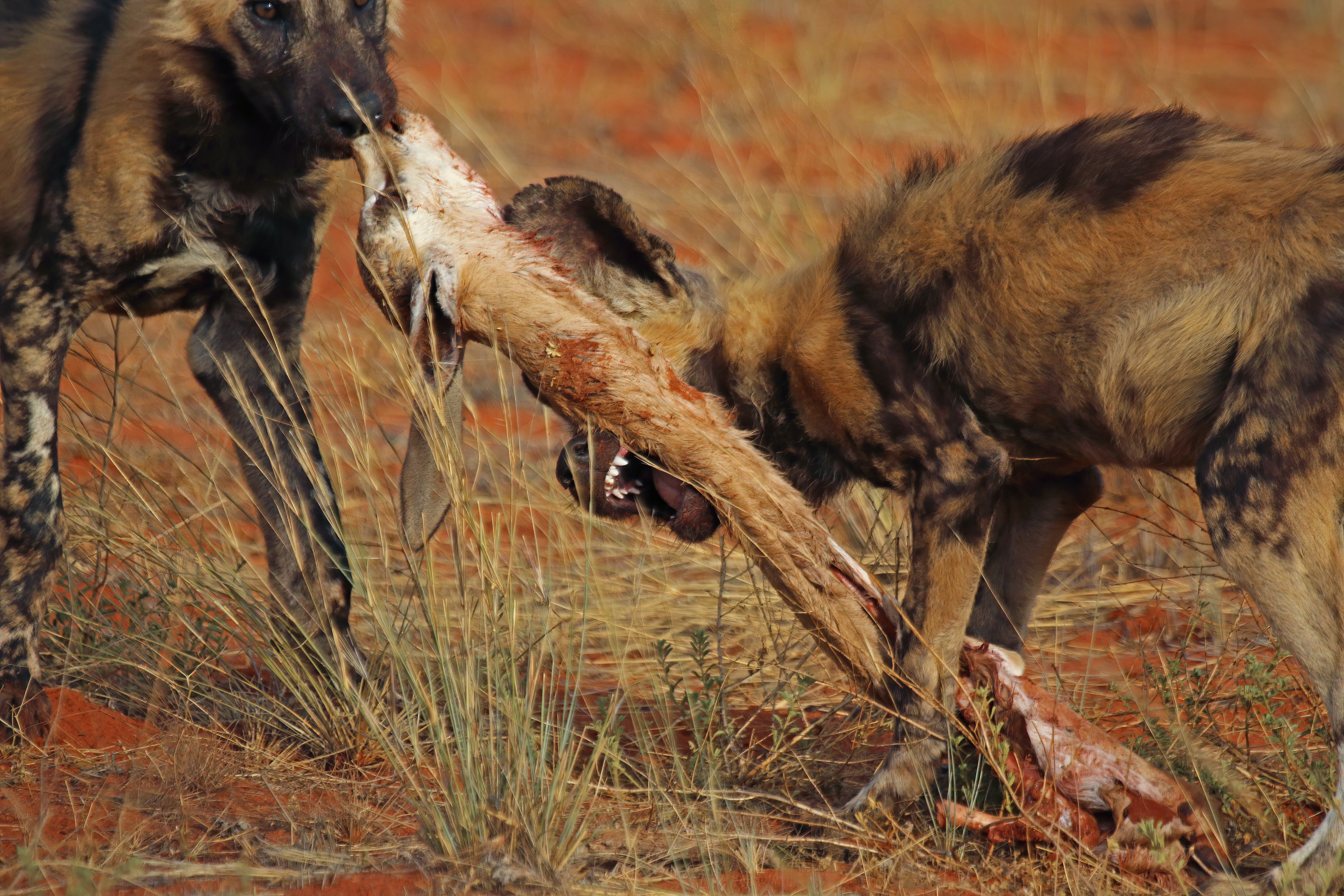

Самый крупный подвид гиеновидной собаки, весит 20-25 кг. Он гораздо более яркий, чем восточноафриканский подвид, хотя даже в этом единственном подвиде существуют географические различия в цвете шерсти: особи, обитающие на мысе, характеризуются большим количеством оранжево-желтого меха, перекрывающего черный, частично желтые задние части ушей, в основном желтые нижние части и ряд беловатых волосков на шее. Популяции Мозамбика отличаются почти одинаковым развитием желтого и черного на верхней и нижней частях тела, а также меньшим количеством белого меха.

## Среда обитания и распространение
В Южной Африке встречаются многочисленные жизнеспособные популяции диких собак, одна из которых охватывает северную Ботсвану, северо-восточную Намибию и западную Зимбабве. В Южной Африке около 400 особей встречаются в национальном парке Крюгера. Замбия имеет две большие группы населения, одну в национальном парке Кафуэ, а другую в долине Луангва. Тем не менее, дикая собака редко встречается в Малави и, вероятно, вымерла в Анголе и Мозамбике.

## В фольклоре
Играет видную роль в мифологии южноафриканского народа Сан. В одной истории дикая собака косвенно связана с происхождением смерти, поскольку заяц проклят луной, чтобы на него вечно охотились африканские дикие собаки, после того как заяц отвергает обещание луны позволить всем живым существам возродиться после смерти. Другая история гласит, что бог Канн мстит другим богам, посылая группу людей, превращенных в африканских диких собак, чтобы напасть на них, хотя о том, кто выиграл битву, никогда не сообщается. Сан из Ботсваны видит дикую собаку на мысе как конечного охотника и традиционно верит, что шаманы и знахари могут превратиться в диких собак. Некоторые охотники сан намазывают свои ноги телесными жидкостями африканской дикой собаки перед охотой, полагая, что это подарит им смелость и ловкость животного. Тем не менее, этот вид не занимает видного места в наскальном искусстве Сан, единственным примечательным примером является фриз на горе Эронго, на котором изображена стая, охотящаяся на двух антилоп.